# Pokey Chatman
Dana Chatman, detta Pokey (Ama, 18 giugno 1969), è un'ex cestista e allenatrice di pallacanestro statunitense, professionista nella WNBA.

## Carriera
Ha guidato la Slovacchia ai Campionati europei del 2009.

## Palmarès
- Naismith College Coach of the Year (2005)